# Carem

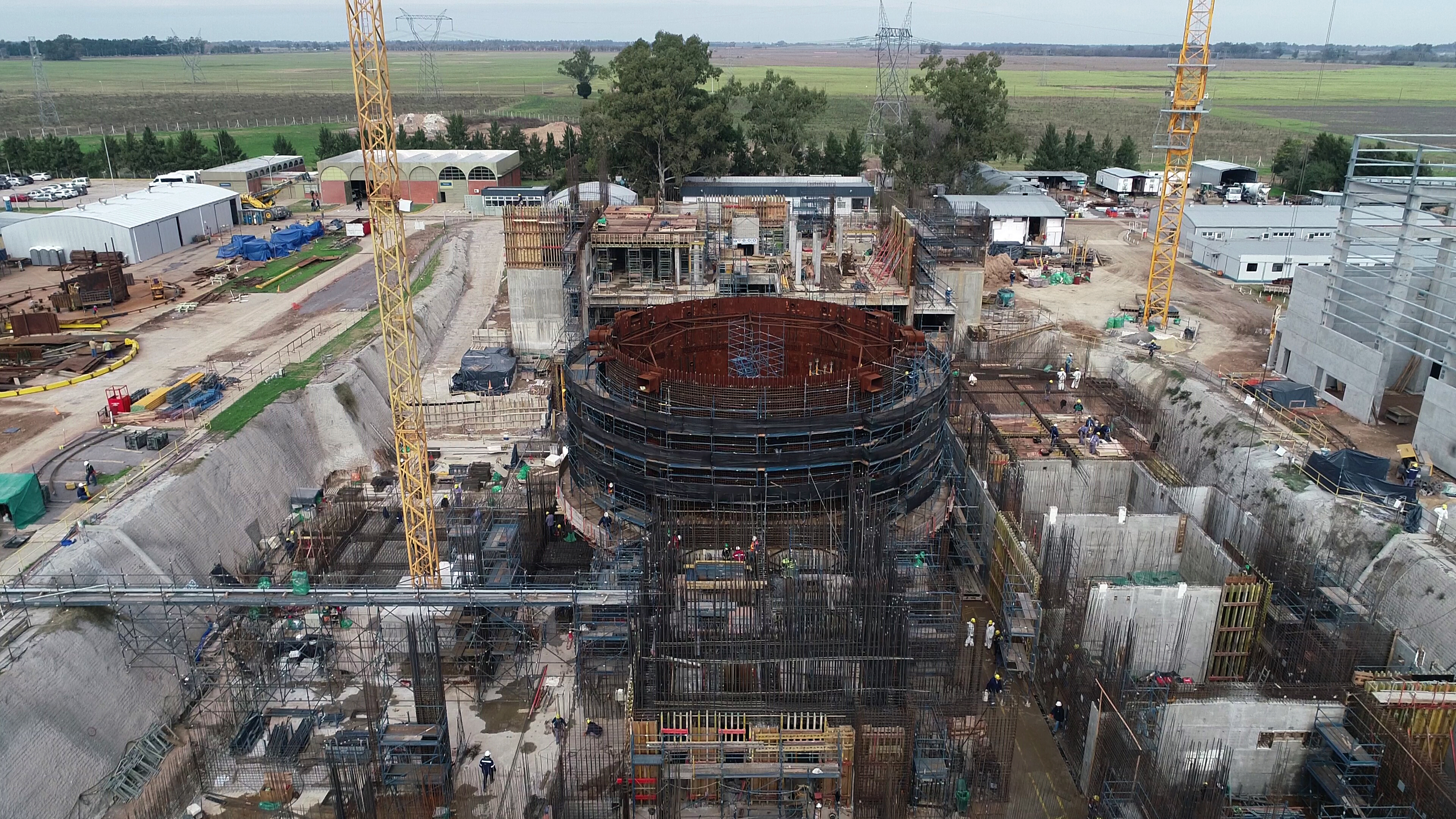
Avance en la construcción de la central CAREM - julio de 2019

El reactor CAREM (Central Argentina de Elementos Modulares) es un proyecto de central nuclear de baja potencia concebida con un diseño de última generación.
Las posibles aplicaciones de una central de este tipo son variadas y comprenden desde el suministro de energía en regiones aisladas a un costo de aproximadamente U$S 4.000 por kW de capacidad, provisión de energía para desalinización de agua de mar, hasta su utilización como laboratorio de investigación y de entrenamiento para operadores de grandes centrales nucleares, entre otras.
Sus características originales lo hacen diferente a los reactores nucleares de agua presurizada convencionales (PWR), que han estado en operación en las cuatro últimas décadas.
El proyecto está en desarrollo por una gerencia especial creada para tal fin dentro de la Comisión Nacional de Energía Atómica, y como principal prioridad, la participación en las etapas de diseño, fabricación y construcción de empresas de capitales públicos y privados argentinos.
En 2005, Carem fue seleccionado entre una docena de proyectos de mayor interés a nivel mundial de reactores de esa franja de potencia, por una comisión de expertos convocada por el Departamento de Energía de los EE. UU.
Luego de reiterados retrasos y replanificaciones el Gobierno Nacional, la presidenta de la  Comisión Nacional de Energía Atómica, anunció puesta a crítico para fines del año 2024.En marzo de 2024, fueron despedidos cien operarios que trabajaban en la construcción de CAREM, y la presidenta de la CNEA, Adriana Serquis, denunció el retraso del proyecto debido al ajuste presupuestario producto de la crisis económica .

## Historia

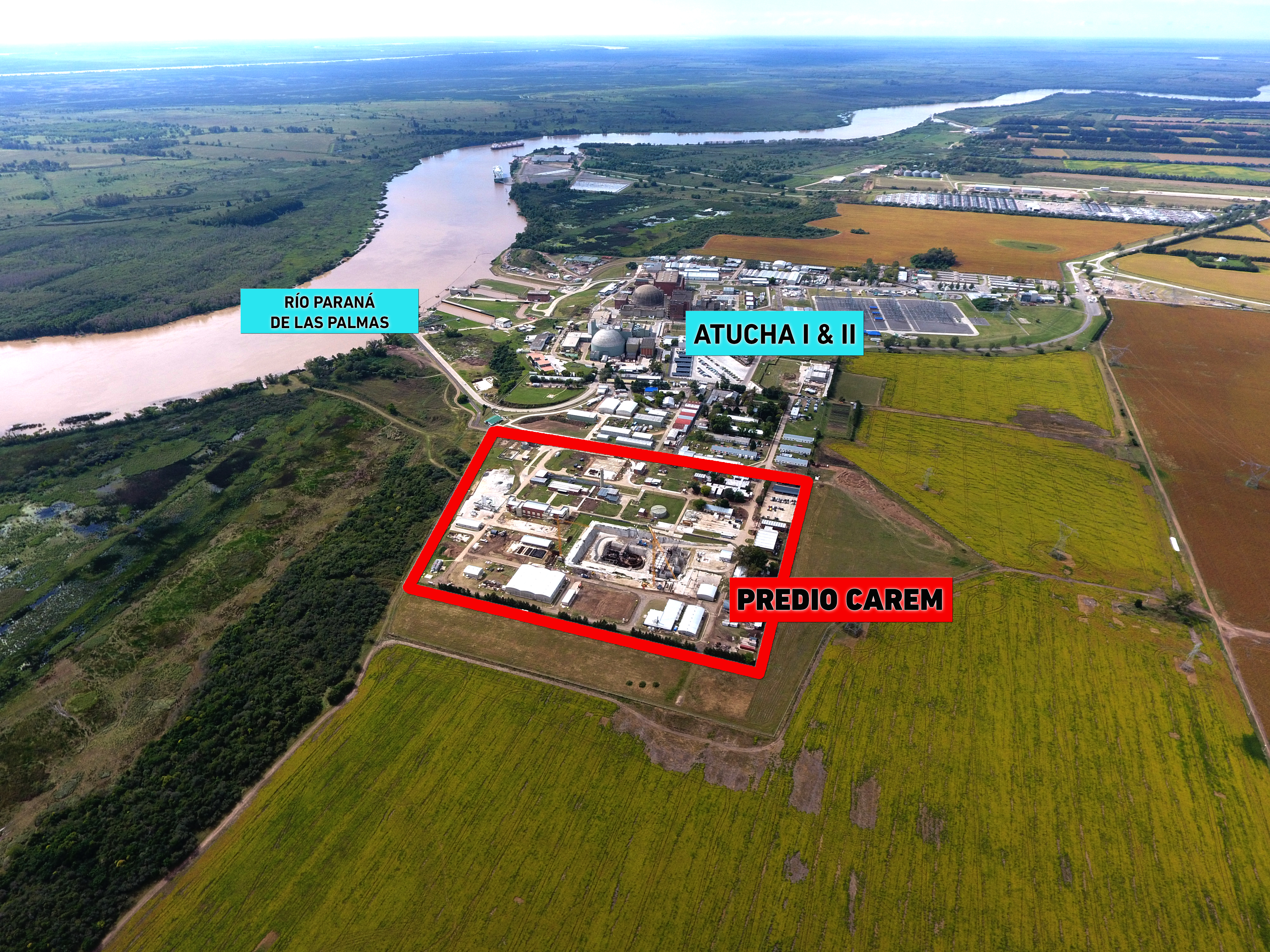
Localizado en el Complejo Nuclear Atucha, Lima, Provincia de Buenos Aires, Argentina

El concepto CAREM fue presentado por primera vez en 1984 en Lima, durante una conferencia del Organismo Internacional de Energía Atómica (OIEA) sobre reactores de pequeño y mediano tamaño. Desde entonces, los criterios de diseño de Carem y otros similares han sido adoptados por otros diseñadores de plantas nucleares, originando así una nueva generación de reactores, de los cuales el Carem fue, cronológicamente, uno de los primeros. En 2006 se encontraba en una etapa avanzada del diseño, paso previo a la construcción de un prototipo a escala real, siendo parte del Programa de Reactivación de la Actividad Nuclear, anunciado en agosto de 2006.
En marzo de 2024, la Comisión Nacional de Energía Atómica e INVAP unieron fuerzas en un acuerdo histórico durante un encuentro realizado en Bariloche, rubricado por la presidenta de CNEA, Adriana Serquis, y el gerente general y CEO de INVAP, Darío Giussi. Este memorando de entendimiento sienta las bases para la colaboración en la exploración de futuras oportunidades de exportación del reactor CAREM (Central Argentina de Elementos Modulares) y servicios asociados. El acuerdo responde a un interés global creciente en los pequeños reactores modulares y sus diversas aplicaciones.
El memorando de entendimiento posiciona a la Argentina estratégicamente en el mercado global de reactores nucleares: mientras competidores como Estados Unidos e Inglaterra aún no han iniciado la construcción de sus reactores, Argentina está en una posición privilegiada para capturar una parte significativa del mercado, especialmente considerando que se prevé poner en marcha el primer reactor demostrador antes de 2030.
El reactor CAREM, por su capacidad modular que permite incrementar la capacidad eléctrica de manera gradual sin necesidad de construir grandes centrales eléctricas, muestra un potencial particularmente atractivo para países emergentes, con redes eléctricas pequeñas, como algunas naciones en África y América Latina.

## Características Técnicas
Un Carem prototipo de 25 MWe (100 MWth) está pensado para funcionar a 122,5 bar con un caudal nominal de 410 kg/s en el circuito primario y una temperatura de 326 °C.
Utiliza combustible nuclear de óxido de uranio, muy similar al que usan los reactores de las centrales de Atucha y Embalse solo que, en el caso del Carem, enriquecido al 1% o 2%, y agua ligera como refrigerante.
Los Generadores de Vapor fueron los elementos que más variaron desde los primeros diseños del Carem allá por la década de los 1980s. Los actuales responden a un diseño muy empleado en submarinos rusos. Constituyen un aspecto crítico de los Carem.
El proyecto Carem cuenta con ensayos realizados en el reactor RA-8 (Pilcaniyeu, Río Negro) para medición de parámetros de criticidad, distribución de potencia y validación de cadena de cálculo. Se construyó un circuito de alta presión y convección natural para conocer detalles termohidráulicos y verificar que la convección natural puede imponerse, ensayándose además los mecanismos hidráulicos de control.
Las ventajas técnicas y económicas que se obtienen en el diseño Carem respecto del tradicional son las siguientes:
- Debido a la ausencia de tuberías de gran diámetro en el circuito primario, no es posible un accidente del tipo pérdida de refrigerante provocado por la rotura de una de las cañerías.
- La presencia de gran cantidad de refrigerante en el circuito primario permite que los cambios de temperatura en el sistema sean relativamente lentos. Esto implica que ante un transitorio o accidente severo, el intervalo de tiempo en el que se deben tomar acciones correctivas sea amplio, lo que disminuye a su vez las posibilidades de error.
- El calor de decaimiento (el calor remanente generado aun después de que el reactor es apagado) se transfiere a los generadores de vapor por circulación natural, es decir, sin la necesidad de bombas hidráulicas y por consiguiente sin posibilidad de fallas.
- El control de calidad y los esquemas de construcción y de costos se benefician en gran medida por la eliminación de muchas tareas en el sitio de construcción, debido al prearmado del sistema primario en fábrica (elementos modulares).
- Debido a la eliminación de las bombas del circuito primario y del presurizador (que es el dispositivo que permite mantener una presión constante dentro del recipiente de presión) se obtienen menores costos, un mantenimiento fácil y un incremento en la cantidad de días en los que la central está en condiciones de producir energía.

### Núcleo
Es un núcleo con baja pérdida de carga y puede apagarse en menos de un minuto. Posee un diámetro equivalente de 131 cm y consiste de 61 elementos combustibles en una configuración hexagonal de 108 tubos de zircaloy cada uno. Es para destacar que usa 3.812,5 kg de uranio enriquecido al 3,4% y 1,8%, y algunas barras poseen veneno quemable (gadolinio). Esto conduce a tener un núcleo poco propenso a las “rampas de potencia” y conseguir mejores tasas de quemado que los combustibles de los PHWR.

### Elemento combustible
Los elementos combustibles tienen una longitud activa de 1,4 m y se recambian desde el centro del núcleo hacia el exterior, teniendo un ciclo donde se retiran el 50% de los elementos cada 330 días de operación a potencia plena. El reactor debe parar durante un mes cada año para estos recambios.
Existen 18 tubos guías para control, unos para instrumentación y varios para el sistema de enclavamiento.
- Longitud activa Elemento Combustible = 14 dm
- Diámetro del combustible nuclear (UO2) = 0,76 cm
- Diámetro externo Vaina Comb. (Zry-4) = 9 mm
- Pitch entre las barras de combustible = 1,38 cm

### Generador de vapor
Cuenta con 12 módulos de generadores de vapor, ubicados dentro del recipiente a presión. El sistema secundario recolecta el vapor trabajando a 47 bar y 290 °C.
- Cada módulo consiste de un sistema de tubos de 7 camisas bobinadas
- En total 52 tubos paralelos de aproximadamente 26 m cada uno por módulo
- 12 módulos (ones-through) acoplados en paralelo, divididos en 2 subsistemas independientes

### Sistemas de seguridad pasivos
- Dos sistemas de extinción:
  - rápido: barras (PSE)
  - drenaje de boro (SSE)
- Sistema de Extracción de Calor Residual (SECR) con condensadores
- Sistema de Inyección de Emergencia (SIE): agua a baja presión con acumuladores
- 36 horas de autonomía (sin necesidad de energía eléctrica ni intervención de operadores)

### Características especiales
Carem es reconocido internacionalmente por tener una eficiencia superior a los diseños de III generación perteneciendo a la gama de baja y mediana potencia.
Carem es innovador e inaugura la IV generación de reactores bajo el concepto de integración y seguridad pasiva. Las reducciones de un posible LOCA (accidente con pérdida de refrigerante) es una ventaja muy importante, como así también la ventaja de autocontrolarse sin intervención durante las primeras 36 horas tras un incidente.
Es un reactor barato debido a la simplicidad en su funcionamiento y por poseer combustible nuclear de alto quemado.

## Otros proyectos internacionales similares
Posee ya competidores, que si bien están algunas etapas atrás en desarrollo, vienen avanzando con rapidez.
| País                        | Nombre del Proyecto      | Tipo                   | Entidad encargada del desarrollo | Potencia Térmica Máxima | Modalidad |
| --------------------------- | ------------------------ | ---------------------- | -------------------------------- | ----------------------- | --------- |
| Rusia                       | Barge-Mounted KLT-40C    | PWR                    | OKBM                             | 35 MW                   | PV/Loop   |
| Japón                       | MRX                      | PWR                    | JAERI                            | 300 MW                  | Integral  |
| Corea del Sur               | SMART                    | PWR                    | KAERI                            | 100 MW                  | Integral  |
| Canadá                      | CANDU X                  | PHWR                   | AECL                             | 1150 MW                 | PT        |
| Rusia                       | BREST300                 | LMR                    | RDIPE                            | 300 MW                  | LPV-Loop  |
| Unión Europea               | Energy Amplifier         | Hybrid LMR-Accelarator | CERN                             | 675 MW                  | Pool      |
| Japón Rusia Estados Unidos  | FUJI                     | MSR                    | ITHMSO                           | 100 MW                  |           |
| Rusia                       | MSR-NC                   | MSR                    | RRC-KI                           | 470 MW                  |           |
| Estados Unidos              | USR                      | MSR                    | ORNL                             | 625 MW                  |           |
| Estados Unidos Rusia Israel | RTFR                     | LWR, HWR               | BNL/RRC-KI/BGU                   |                         |           |
| Corea del Sur               | KNDHR                    | LWR                    | KAERI                            | 10 MW                   |           |
| Italia                      | MARS                     | PWR                    | Universidad de Roma              | 600 MW                  |           |
| China                       | NHR-200                  | PWR                    | INET                             | 200 MW                  |           |
| Rusia                       | RUTA                     | LWR                    | RDIPE                            | 20 MW                   |           |
| Suecia                      | SECURE-H                 | PWR                    | ASEA                             | 400 MW                  |           |
| Estados Unidos              | Compact HTGR Gas Turbine | HTGR                   | General Atomics                  | 29 MW                   |           |
| Francia                     | BBR                      | MSR                    | CEA                              | 5000 MW                 |           |
| Estados Unidos Rusia        | GT-MHR                   | HTGR                   | General Atomics                  | 286 MW                  | PV/Loop   |
| Sudáfrica                   | PBMR                     | HTGR                   | Eskom                            | 110 MW                  | PV/Loop   |

## Actualidades
La construcción de un prototipo del reactor CAREM se encuentra en ejecución en la localidad de Lima (Buenos Aires), estimando que la entrada en servicio sea para fines de 2024.

## CAREM comercial
El CAREM comercial será basado en el prototipo CAREM 25 utilizando las lecciones aprendidas de su desarrollo y estará basado en la idea de una construcción modular y puesta en marca por etapas. Esto permite ingresos anticipados debidos a las ventas de electricidad cuando se inicia la producción de las primeras unidades. A la vez este esquema facilita el crecimiento de la demanda de energía, y la flexibilidad para complementar las fuentes de energía renovable. 

### Central CAREM 480
Una de las posibilidades del CAREM es la configuración 480 compuesta de cuatro reactores de 120 MWt cada uno. Con cada reactor con su propia contención pero con sistemas y componentes compartidos. Este sería realizado en una construcción por etapas y con una optimización del diseño de seguridad en relación con el prototipo CAREM25. Albergaría dos edificios nucleares paralelos, con dos reactores con sus correspondientes contenciones y los sistemas nucleares de ambos reactores. Cada edificio nuclear tendrá un edificio BOP con capacidad para procesar el vapor proveniente de dos reactores. Entre ambos se construirá el edificio de los sistemas compartidos y la sala de control.
El mismo podría ser construido en la Provincia de Formosa al término de la construcción del CAREM prototipo. Con un costo aproximado de 325 millones de dólares mediante la aprobación de un proyecto de ley, el 24 de noviembre de 2009, además de aprobar la construcción de un reactor de energía nuclear de cuarta generación en el país, obliga a la Comisión Nacional de Energía Atómica (CNEA) a diseñar e implementar el reactor CAREM (Central Argentina de Elementos Modulares).